# العلوية الكردية

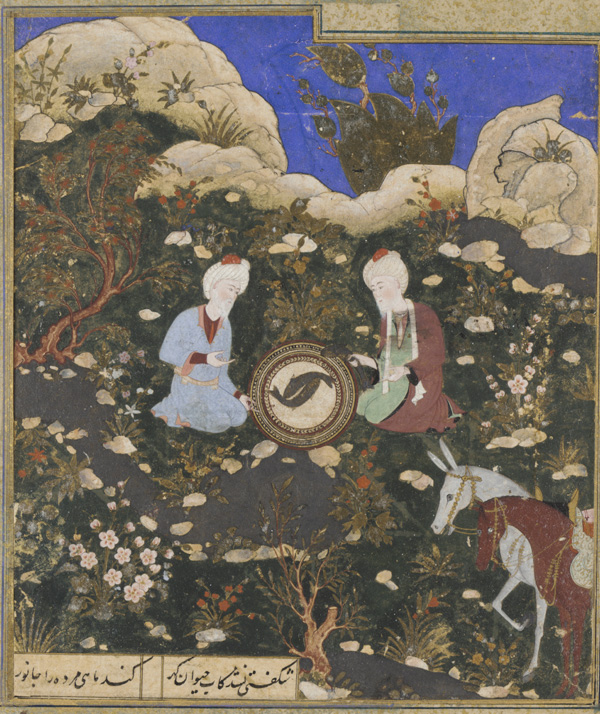
مُنمنمةٌ تُصوِّر لقاء الخضر وإلياس عند عين الحياة، ويُعدُّ الخضر من أهم الشخصيَّات لدى العلويين الأكراد.

العَلَويَّة الكُرديَّة (بالكُرديَّة الكُرمانجيَّة: Elewîtîya Kurd، وبالكُرديَّة السورانيَّة: عەلەویی کوردی) هي طائفة إثنيَّة كُرديَّة تتبع العقيدة العلويَّة؛ يمنح الكُرد العلويون رمزيَّة دينيَّة للپير سُلطان عبدال وتبجيل الطبيعة. وينتشرون في تُركيا وأجزاء من سوريا.
العلويون الكرد مذهبٌ مساواتيٌّ للغاية. إذا وُلِدتَ لأمٍّ أو أبٍ كرديٍّ علويٍّ، تُعتَبَر كرديًّا علويًّا.

## انظُر أيضًا
- العلوية النصيرية
- العلوية الأناضولية
- الشيعة
- البكتاشية
- اليارسانية